# Steffen Wiesinger
Steffen Wiesinger (Lauda, 27 de noviembre de 1969) es un deportista alemán que compitió en esgrima, especialista en la modalidad de sable.
Ganó dos medallas de bronce en el Campeonato Mundial de Esgrima de 1993 y dos medallas de bronce en el Campeonato Europeo de Esgrima entre los años 1993 y 1997.
Participó en dos Juegos Olímpicos de Verano, ocupando el quinto lugar en Barcelona 1992, en la prueba por equipos, y el octavo en Atlanta 1996, individual y por equipos.

## Palmarés internacional
| Campeonato Mundial | Campeonato Mundial | Campeonato Mundial | Campeonato Mundial |
| Año                | Lugar              | Medalla            | Prueba             |
| ------------------ | ------------------ | ------------------ | ------------------ |
| 1993               | Essen (Alemania)   | Medalla de bronce  | Sable individual   |
| 1993               | Essen (Alemania)   | Medalla de bronce  | Sable por equipos  |
| Campeonato Europeo |                    |                    |                    |
| Año                | Lugar              | Medalla            | Prueba             |
| 1993               | Linz (Austria)     | Medalla de bronce  | Sable individual   |
| 1997               | Gdansk (Polonia)   | Medalla de bronce  | Sable individual   |